# Таловка (нижний приток Алея)
Таловка — река на юге Алтайского края России.

## Общие сведения
Длина — 19 км. Протекает в северном направлении по территории Третьяковского района. Исток находится в районе села Михайловка. У села Екатерининского впадает в реку Алей в 755 км от её устья по левому берегу. Основной приток — река Матрёшкина.
Ниже села Плоского находится устье другого левобережного притока Алея с таким же названием.

## Данные водного реестра
По данным государственного водного реестра России и геоинформационной системы водохозяйственного районирования территории РФ, подготовленной Федеральным агентством водных ресурсов:
- Бассейновый округ — Верхнеобский
- Речной бассейн — (Верхняя) Обь до впадения Иртыша
- Речной подбассейн — Обь до впадения Чулыма (без Томи)
- Водохозяйственный участок — Верховья реки Алей до Гилёвского гидроузла